# Альфа-энолаза
Енолаза-1, или альфа-енолаза, — гликолитический фермент, одна из изоформ енолазы; встречается в большинстве тканей тела человека. Представляет собой гомодимер, состоящий из двух альфа-субъединиц. 
Структура альфа-енолазы определяется геном ENO1. Альтернативная трансляция этого гена производит MYC-связывающий белок-1 (англ. Myc-binding protein 1, MBP1), не участвующий в гликолизе. MBP1 снижает экспрессию протоонкогена c-myc. Альфа-енолаза состоит из 433 аминокислот и имеет массу 48 кДа, в то время как MBP1 короче и имеет более низкую массу — 37 kДа. Альфа-энолаза содержится как в ядре, так и в цитоплазме клеток, а белок MBP1 — преимущественно в ядре. 
Альфа-енолаза связывается с плазминогеном.

## Клиническое значение
Было установлено, что альфа-энолаза является аутоантигеном при энцефалопатии Хашимото. По данным одного исследования, альфа-энолаза также может являться аутоантигеном, связанным с развитием тяжелой формы астмы. Сниженная экспрессия альфа-энолазы была обнаружена в эпителии роговицы у больных кератоконусом. Аутоантитела к альфа-энолазе также часто встречаются у пациентов с аутоиммунной ретинопатией.